# Clatsop
Clatsop.- Pleme Chinookan Indijanaca iz Oregona nastanjeno nekada oko rta Cape Adams na južnoj strani ušća rijeke Columbia, pa sve do Tongue Pointa, i na jug do Tillamook Heada na obali Pacifika. -Grad i okrug Clatsop u Oregonu po njima danas nose ime.
Clatsop Indijanci, smatraju Lewis & Clark, bili su dio nekad mnogo veće populacije koja je oko četiri godine prije dolaska ekspedicije stradala od epidemije boginja od čega je pomrlo nekoliko stotina osoba. 
Danas njihovi potomci žive ujedinjeni s Nehalem Indijancima kao Clatsop-Nehalem u konfederiranim plemenima  'Confederated Tribes of Siletz'  i  'Confederated Tribes of Grand Ronde' . 

## Ime
Ime Clatsop modificirani je oblik nastao iz upper chinook naziva tlaak'eelak ili Lā'k!ēlak (=dried salmon').

## Jezik
Jezik Clatsop pripada porodici Chinookan, i dijalekt je donjo-činučkog (lower chinook).

## Sela
Clatsopi su imali koliko je poznato 6 sela, to su:
- Konope, blizu ušća rijeke Columbia.
- Neacoxy, glavno zimsko naselje na mjestu današnjeg gardića Seaside na ušću Neacoxie Creeka.
- Neahkeluk, na Point Adamsu.
- Niakewankih, južno od Point Adamsa na ušću Ohanna Creeka.
- Neahkstowt, blizu današnjeg Hammonda.
- Necotat, na mjestu današnjeg Seaside.

## Etnografija
Clatsopi pripadaju kulturnom području Sjeverozapadne obale. Njihove kuće, tipične za Sjeverozapadnu obalu, građene su od cijepanog borovog drveta, oko četiri stope ukopane duboko u tlo, pod im je prekriven hasurama, a mogle su primiti nekoliko obitelji. Temelj u ishrani bila je riba, i o ovim Indijancima, kao i o još nekim susjednim skupinama može se govoriti kao o pravim ihtiofazima. 

## Populacija
Mooney (1928) procjenjuje da ih je 1780. bilo 300. Godine 1875. njih 300 preseljeno je na rezervat Grande Ronde, gdje ih je 1910. preostalo 26.

## Vanjske poveznice
- Clatsop Indians  Arhivirana inačica izvorne stranice od 12. travnja 2009. (Wayback Machine)
- "Celiast" and "Ilchee"  Arhivirana inačica izvorne stranice od 9. kolovoza 2007. (Wayback Machine)